# Протестантский хорал
Протеста́нтский хора́л (нем. das protestantische Kirchenlied, буквально — протестантская церковная песня), часто сокращённо хорал (нем. Choral) — 1) одноголосная церковная песня в протестантском богослужении; в России, как правило, подразумевается церковная песня лютеран (нем. ein lutherisches Kirchenlied), на немецком языке; 2) многоголосная (в типичном случае четырёхголосная) обработка церковной песни в моноритмической фактуре.

## Термин
В Германии (а оттуда и в России) словосочетание «протестантский хорал» часто заменяют одним словом «хорал», если из контекста ясно, что речь идет о церковной музыке протестантов. Именно в таком смысле понимается «хорал» в музыкальных терминах «хоральная обработка» (нем. Choralbearbeitung) и «хоральная прелюдия» (нем. Choralvorspiel) — подразумевается многоголосная обработка одноголосной церковной песни протестантов для органа и других клавишных инструментов — импровизационного характера, часто  полифонического склада.
Словом «хорал» (нем. Choral, итал. Corale) немецкие композиторы эпохи барокко (более всех известны хоралы в кантатах и ораториях И.С.Баха) обозначали гармонизации церковных песен в моноритмической (т.е. нота-против-ноты) фактуре. Отсюда  саму моноритмическую фактуру гомофонного склада часто называют «хоральной». Гармонизация заданной мелодии в хоральной фактуре (на жаргоне — «столбами») — обязательное упражнение в профессиональном образовании музыкантов вплоть до наших дней.
Словосочетание «протестантский хорал» в России зачастую используют как синоним лютеранского хорала. К числу наиболее известных хоралов относятся «Ein feste Burg», «In dulci jubilo», «Ich ruf zu dir», «Nun komm, der Heiden Heiland», «O Lamm Gottes unschuldig». Стандартные версии хоралов собраны в богослужебном (однотомном) певческом сборнике, известном как Evangelisches Gesangbuch (принятое сокращение — EG), или Evangelisches Kirchengesangbuch (EKG).
Обширный список церковных песен лютеран см. в немецкой Википедии.

## Особенности стиля
Строфическая форма хорала называется бар (нем. Bar). Каждая строфа состоит из двух столл (Stollen) и «припева» (Abgesang).
Лютеранская церковная мелодия написана, как и плавный распев (cantus planus) католиков, в строгом стиле, то есть в её состав входят лишь интервалы диатонической гаммы; исключены хроматические полутоны, движение на увеличенные и уменьшённые интервалы, скачки на большую сексту, септимы и октаву. В аккомпанементе сопровождающие голоса не могут идти на вышеупомянутые интервалы.
Строгий характер мелодии требует соответствующего сопровождения. Заданная мелодия (cantus firmus) изначально помещалась в теноре, позднее перенесена в верхний голос. Модулируют в сопровождении хорала в тональности как правило первой степени родства. Гармонизация хорала должна иметь консонирующий диатонический характер. В сопровождающих голосах допускаются проходящие ноты, но только диатонические. Допускаются также приготовленные задержания с разрешением вниз.
Хорал пишется четырёхголосно. Во время богослужения четырёхголосный хорал исполняется на органе, а прихожане распевают основную мелодию в унисон (октаву). Хорал, в котором сопровождение изобилует проходящими нотами, задержаниями и вообще мелодической фигурацией с фигурой, проводимой имитационно по всем сопровождающим голосам, называется фигурированным хоралом. В таком хорале допускается перед хоралом прелюдия, между строфами — интермедии, а по окончании хоральной мелодии — постлюдия в аккомпанементе.